# Xiangjiang Fortune Finance Center Tower 1
Le Xiangjiang Fortune Finance Center Tower 1 est un gratte-ciel en construction à Changsha en Chine. Il s'élèvera à 327 mètres. Son achèvement est prévu pour 2020. 